# グリーゼ180
グリーゼ180 (英語: Gliese 180）は、グリーゼ180b と グリーゼ180cの2つの太陽系外惑星を持つ赤色矮星である。地球からは約39光年離れている。
| 太陽 | GJ 180    |
| ---- | --------- |
| 太陽 | Exoplanet |

## 惑星系
2014年、ヨーロッパ南天天文台が視線速度法による惑星捜索で取得していたデータを再度精査することで、2つの太陽系外惑星がグリーゼ180の周りを公転していることがわかった。
プエルトリコの惑星居住研究所（PHL）によれば、グリーゼ180b と グリーゼ180cは共にハビタブルゾーンに位置している可能性がある。それぞれの質量は、地球の6.4倍と8.3倍と推定される。惑星発見者の一人であるハートフォードシャー大学の天文学者Mikko Tuomiは、ハビタブルゾーンに存在するのは惑星cだけで惑星bは熱すぎるとし、PHLの推定に対しては、従来の計算で求めたハビタブルゾーンよりも内外ともに広く、計算の根拠が不明だと述べている。
2020年には、新たにスーパー・アースであるグリーゼ180dが発見された。dはハビタブルゾーンに位置しており、潮汐固定はされておらず、生命が存在している可能性がある。
| 名称 （恒星に近い順） | 質量             | 軌道長半径 （天文単位） | 公転周期 (日)       | 軌道離心率      | 軌道傾斜角 | 半径 |
| --------------------- | ---------------- | ----------------------- | ------------------- | --------------- | ---------- | ---- |
| b                     | >8.3+3.5 −5.3 M⊕ | 0.103+0.06 −0.14        | 17.380+0.018 −0.020 | 0.11+0.14 −0.11 | —          | —    |
| c                     | >6.4+3.7 −4.1 M⊕ | 0.129+0.07 −0.17        | 24.329+0.052 −0.066 | 0.09+0.20 −0.09 | —          | —    |
| d                     | 7.5 M⊕           | 0.31+0.024 −0.029       | 106.341+0.261 −0.34 | 0.16±0.07       | —          | —    |